# 雨は毛布のように
「雨は毛布のように」は、キリンジの7thシングルである。

## 収録曲
1. 雨は毛布のように
  - この曲のバックコーラスにaikoが参加している。また、キリンジがaikoの@llnightnippon.comにゲスト出演した際に同曲をアコースティックで披露した。
  - PVにはダンサーの川口ゆいが参加している。
  - テレビ東京 『有吉ぃぃeeeee!そうだ!今からお前んチでゲームしない?』2022年6月度エンディングテーマ
2. 雨は毛布のように(Dosyaburi Version）
  - 表題曲のバージョン違い。
3. 雨は毛布のように（instrumental）
4. 雨は毛布のように（Dosyaburi Version instrumental)

全作詞：堀込泰行、作曲：堀込高樹、編曲：キリンジ・冨田恵一

## 演奏
- 堀込泰行：Vocals (#1)
- 堀込高樹：Electric Guitar, Vocals (#1)
- 冨田恵一：Instruments, Treatments (#1)
- aiko：Chorus (#1)

## 収録アルバム
- オリジナル「Fine」（2001年11月21日）
- リミックス「RMX II」（2002年4月24日）
Doshaburi Version
- ベスト「KIRINJI Archives SINGLES BEST」（2004年6月23日）